# Universidad Tecnológica de Guadalajara
El Centro Universitario UTEG es una universidad privada que fue fundada en 1968. Nacida en Guadalajara, Jalisco, la obra fue ideada por el señor Eleuterio Castillo Granados, hombre comprometido con el bienestar social que pronto hizo de esta institución educativa un referente en el país.  
Actualmente la población académica es de más de 20,000 alumnos a nivel, bachillerato, licenciatura y posgrados. Cuenta con 8 planteles en la Zona Metropolitana y un plantel en Tepatitlán, Jalisco. 
La Institución persigue garantizar calidad educativa a los alumnos (as), brindándoles una formación cultural y académicamente apta para un óptimo desempeño profesional.
Todas las licenciaturas impartidas en UTEG están avaladas por la norma ISO 9001:2015 garantizando una educación estratégica en la formación de egresados emprendedores. Las instalaciones y programas educativos complementan las expectativas de los alumnos (as) con las necesidades de la sociedad.
A nivel superior, oferta licenciaturas e ingenierías incorporadas a la Universidad de Guadalajara, a la Secretaría de Educación Pública, así como también a la Secretaría de Innovación Ciencia y Tecnología (SICyT), además de planes propios desarrollados con la experiencia educativa y que están incorporados a la Secretaria de Educación Jalisco.
Tiene más de 25 convenios con universidades de Europa y Sudamérica, también es reconocida ampliamente por hacer accesible la educación a través de servicios presenciales, semipresencial (UTEG Flex) y netamente online (UTEG Online), donde la tecnología ocupa un lugar importante.

## Acreditaciones e Incorporaciones
Acreditaciones
El Centro Universitario UTEG ha logrado ubicarse en el número 26 entre las instituciones privadas a nivel nacional, según el Ranking de "Las 100 mejores universidades privadas y públicas de México" realizado por los editores de Selecciones Reader's Digest. 
- CIEES (Comités Interinstitucionales para la Evaluación de la Educación Superior, A.C.)
- COPAES (Consejo para la Acreditación de la Educación Superior, A.C.)
- CACECA (Consejo de Acreditación en la Enseñanza de la Contaduría y Administración)
- CONFEDE (Consejo Nacional para la Acreditación de la Educación Superior en Derecho, A. C.)
- AFEIDAL (Asociación de Facultades, Escuelas e Institutos de Derecho de América Latina)
- ANFADE (Asociación Nacional de Facultades y Escuelas de Derecho)
- CNEIP (Consejo de Acreditación para la Enseñanza e Investigación en Psicología)
- CONCAPREN (Consejo Nacional para la Calidad de Programas Educativos en Nutriología)

Incorporaciones
- UDG (Universidad de Guadalajara)
- SEP (Secretaría de Educación Pública)
- SEJ (Secretaría de Educación Jalisco)
- SICyT (Secretaría de Innovación Ciencia y Tecnología)

## Oferta Académica
El Centro Universitario UTEG ofrece planes de estudio que se adaptan a las necesidades de la población en todo tipo de horarios: matutino, vespertino y nocturno. Todos con excelente nivel educativo. Además cuenta con Universidad Virtual y Departamento de Investigación que colabora a través de su trabajo de campo y sus aportaciones científicas.

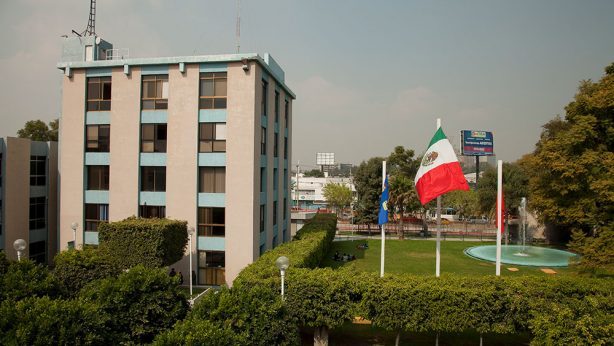
Edificio de Campus UTEG

### Bachilleratos
Bachillerato General  BG incorporados al plan de estudios de la Universidad de Guadalajara, bachillerato intensivo semiescolarizado BIS para aquellas personas mayores de 18 años para terminar sus estudios de nivel medio superior, en un espacio de tiempo que les permita seguir trabajando, asistiendo únicamente tres horas diarias y terminar sus estudios en 2 años 9 meses, bachillerato sabatino BS, así como Bachillerato General con certificación en inglés o con Diplomado en Gastronomía.
- Bachillerato General
- Bachillerato Intensivo Semiescolarizado
- Bachillerato Semipresencial (Sabatino)
- Bachillerato General con Certificación en Inglés Proulex
- Bachillerato General con Diplomado en Gastronomía

### Licenciaturas e Ingenierías
A nivel superior, se ofertan las licenciaturas de modalidad semestral y cuatrimestral incorporados a la Universidad de Guadalajara, SEP y SiCyT. Así mismo, ofertan modalidades presenciales, en línea (online) y semipresenciales (sabatino):
- Administración / Bilingüe
- Administración y Liderazgo
- Arquitectura
- Arquitectura de Interiores y Ambientación
- Abogado
- Químico Farmacéutico Biólogo / Bilingüe
- Ciencias Forenses: Criminalística y Criminología
- Contaduría Pública / Bilingüe
- Comercio y Finanzas Internacionales
- Comunicaciones
- Cultura Física y Deportes
- Diseño de Interiores y Ambientación
- Diseño para la Comunicación Gráfica
- Diseño en Animación
- Diseño de Modas
- Derecho
- Ingeniería Civil / Bilingüe
- Ingeniería en Ciencia de Datos
- Ingeniería en Computación
- Ingeniería en Desarrollo de Software
- Ingeniería en Logística
- Ingeniería en Mecatrónica
- Ingeniería en Sistemas
- Ingeniería Industrial / Bilingüe
- Ingeniería Industrial en Producción
- Gastronomía y Gestión Restaurantera

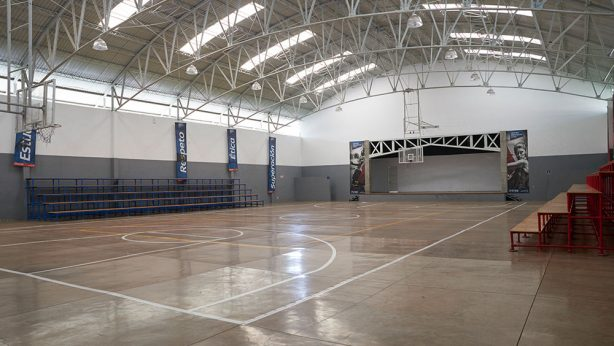
Domo del Centro Deportivo UTEG

- Gestión Deportiva
- Gestión de Ventas y Comercio
- Mercadotecnia
- Negocios Digitales
- Negocios Internacionales
- Nutrición
- Pedagogía
- Psicología
- Enfermería / Bilingüe
- Cirujano Dentista
- Turismo

### Maestrías / Posgrados
Las maestrías que se ofertan en UTEG con incorporación SEP
- Administración y Liderazgo
- Alta Dirección
- Comunicación Empresarial
- Derecho
- Derecho Fiscal
- Derecho Laboral
- Desarrollo Organizacional

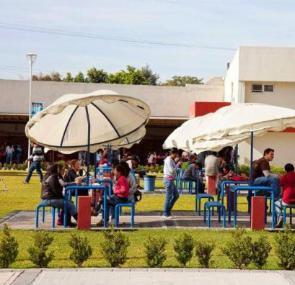
Terraza UTEG

- Desarrollo Organizacional y Talento Humano
- Docencia
- Educación
- Gestión Ambiental
- Mercadotecnia Digital
- Mercadotecnia Estratégica
- Planeación Fiscal Corporativa
- Seguridad e Higiene Ocupacional
- Sistema Penal Acusatorio
- Gobierno y Estrategia Pública

## Instalaciones y servicios
- Aulas equipadas.
- Laboratorios altamente equipados.
- Salas de cómputo.
- Conectividad a internet inalámbrico en todo el Campus.
- Lockers
- Auditorios
- Biblioteca
- Cafeterías y terrazas
- Centro deportivo
- Canchas de fútbol, básquetbol y voleibol

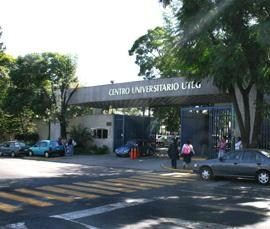
Entrada al estacionamiento.

- Selecciones deportivas
- Shop UTEG
- Papelería
- Ciber
- CESEPCOM
- Atención psicológica
- Atención mediante tutor
- Estacionamiento
- Seguridad y vigilancia las 24 hrs
- Talleres equipados